# ABA Playoffs 1974
Gli ABA Playoffs 1974 si conclusero con la vittoria dei New York Nets, campioni della Eastern Division (Playoff), che sconfissero i campioni della Western Division (Playoff) gli Utah Stars.

## Squadre qualificate

### Eastern Division
1. N.Y. Nets
2. Kentucky Colonels
3. Carolina Cougars
4. Virginia Squires

### Western Division
1. Utah Stars
2. Indiana Pacers
3. San Antonio Spurs
4. San Diego Conq. (vincitrice Tiebreaker contro i Denver Rockets)

## Tabellone
|  | Semifinali di Division | Semifinali di Division | Semifinali di Division |                   |              | Finali di Division | Finali di Division | Finali di Division |  |  | ABA Finals | ABA Finals | ABA Finals |  |
|  |                        |                        |                        |                   |              |                    |                    |                    |  |  |            |            |            |  |
|  | 1                      | Utah Stars *           | 4                      |                   |              |                    |                    |                    |  |  |            |            |            |  |
|  | 1                      | Utah Stars *           | 4                      |                   |              |                    |                    |                    |  |  |            |            |            |  |
|  | 4                      | San Diego Conq.        | 2                      |                   |              |                    |                    |                    |  |  |            |            |            |  |
|  | 4                      | San Diego Conq.        | 2                      |                   | 1            | Utah Stars *       | 4                  |                    |  |  |            |            |            |  |
|  |                        |                        |                        |                   | 1            | Utah Stars *       | 4                  |                    |  |  |            |            |            |  |
|  |                        |                        | 2                      | Indiana Pacers    | 3            |                    |                    |                    |  |  |            |            |            |  |
|  | 3                      | San Antonio Spurs      | 2                      | Indiana Pacers    | 3            | 3                  |                    |                    |  |  |            |            |            |  |
|  | 3                      | San Antonio Spurs      |                        |                   |              |                    |                    |                    |  |  |            |            |            |  |
|  | 2                      | Indiana Pacers         | 4                      |                   |              |                    |                    |                    |  |  |            |            |            |  |
|  | 2                      | Indiana Pacers         | 4                      |                   | Utah Stars * | Utah Stars *       | 1                  |                    |  |  |            |            |            |  |
|  |                        |                        |                        |                   |              |                    |                    |                    |  |  |            |            |            |  |
|  |                        |                        | N.Y. Nets *            | N.Y. Nets *       | 4            |                    |                    |                    |  |  |            |            |            |  |
|  | 1                      | N.Y. Nets *            | N.Y. Nets *            | N.Y. Nets *       | 4            | 4                  |                    |                    |  |  |            |            |            |  |
|  | 1                      | N.Y. Nets *            |                        |                   |              |                    |                    |                    |  |  |            |            |            |  |
|  | 4                      | Virginia Squires       | 1                      |                   |              |                    |                    |                    |  |  |            |            |            |  |
|  | 4                      | Virginia Squires       | 1                      |                   | 1            | N.Y. Nets *        | 4                  |                    |  |  |            |            |            |  |
|  |                        |                        |                        |                   | 1            | N.Y. Nets *        | 4                  |                    |  |  |            |            |            |  |
|  |                        |                        | 2                      | Kentucky Colonels | 0            |                    |                    |                    |  |  |            |            |            |  |
|  | 3                      | Carolina Cougars       | 2                      | Kentucky Colonels | 0            | 0                  |                    |                    |  |  |            |            |            |  |
|  | 3                      | Carolina Cougars       |                        |                   |              |                    |                    |                    |  |  |            |            |            |  |
|  | 2                      | Kentucky Colonels      | 4                      |                   |              |                    |                    |                    |  |  |            |            |            |  |

Legenda
- * Vincitore Division
- "Grassetto" Vincitore serie
- "Corsivo" Squadra con fattore campo

## Eastern Division

### Semifinali

#### (1) New York Nets - (4) Virginia Squires
RISULTATO FINALE: 4-1
| Uniondale 29 marzo 1974 Gara 1                                                | N.Y. Nets | 108 – 96 (28-27, 26-19, 27-26, 27-24) referto | Virginia Squires | Nassau Veterans Memorial Coliseum (9.784 spett.) |
| Erving 24 Punti Powell 22 Erving 12 Assist Barr 7 Kenon 12 Rimbalzi Powell 15 |           |                                               |                  |                                                  |
|                                                                               |           |                                               |                  |                                                  |
| Erving 24                                                                     | Punti     | Powell 22                                     |                  |                                                  |
| Erving 12                                                                     | Assist    | Barr 7                                        |                  |                                                  |
| Kenon 12                                                                      | Rimbalzi  | Powell 15                                     |                  |                                                  |

| Uniondale 1 aprile 1974 Gara 2                                                                                        | N.Y. Nets | 129 – 110 (33-28, 39-20, 24-28, 33-34) referto | Virginia Squires | Nassau Veterans Memorial Coliseum (10.747 spett.) |
| J. Erving 35 Punti G. Carter 27 B. Taylor , M. Gale 7 Assist F. Taylor 6 L. Kenon 12 Rimbalzi G. Carter , J. Eakins 7 |           |                                                |                  |                                                   |
| |           |                                                |                  |                                                   |
| J. Erving 35 | Punti     | G. Carter 27                                   |                  |                                                   |
| B. Taylor, M. Gale 7                                                                                                  | Assist    | F. Taylor 6                                    |                  |                                                   |
| L. Kenon 12 | Rimbalzi  | G. Carter, J. Eakins 7                         |                  |                                                   |

| Hampton 4 aprile 1974 Gara 3                                                                     | Virginia Squires | 116 – 115 (21-29, 31-26, 32-24, 32-36) referto | N.Y. Nets | Hampton Coliseum (2.544 spett.) |
| J. Eakins 31 Punti J. Erving 29 F. Taylor 5 Assist B. Taylor 7 F. Taylor 9 Rimbalzi J. Erving 12 |                  |                                                |           |                                 |
|                                                                                                  |                  |                                                |           |                                 |
| J. Eakins 31                                                                                     | Punti            | J. Erving 29                                   |           |                                 |
| F. Taylor 5                                                                                      | Assist           | B. Taylor 7                                    |           |                                 |
| F. Taylor 9                                                                                      | Rimbalzi         | J. Erving 12                                   |           |                                 |

| Hampton 7 aprile 1974 Gara 4                                                         | Virginia Squires | 88 – 116 (29-30, 15-30, 27-24, 17-32) referto | N.Y. Nets | Hampton Coliseum (4.220 spett.) |
| Powell 22 Punti Kenon 25 Taylor 8 Assist Erving , Gale 5 Powell 10 Rimbalzi Kenon 11 |                  |                                               |           |                                 |
|                                                                                      |                  |                                               |           |                                 |
| Powell 22                                                                            | Punti            | Kenon 25                                      |           |                                 |
| Taylor 8                                                                             | Assist           | Erving, Gale 5                                |           |                                 |
| Powell 10                                                                            | Rimbalzi         | Kenon 11                                      |           |                                 |

| Uniondale 8 aprile 1974 Gara 5                                                         | N.Y. Nets | 108 – 96 (20-16, 23-26, 29-27, 36-27) referto | Virginia Squires | Nassau Veterans Memorial Coliseum (11.903 spett.) |
| Kenon 22 Punti Eakins 36 Erving , Taylor 5 Assist Taylor 4 Paultz 9 Rimbalzi Eakins 21 |           |                                               |                  |                                                   |
|                                                                                        |           |                                               |                  |                                                   |
| Kenon 22                                                                               | Punti     | Eakins 36                                     |                  |                                                   |
| Erving, Taylor 5                                                                       | Assist    | Taylor 4                                      |                  |                                                   |
| Paultz 9                                                                               | Rimbalzi  | Eakins 21                                     |                  |                                                   |

PRECEDENTI IN REGULAR SEASON
| Regular Season 1973-74 | N.Y. Nets | 7 – 4 | Virginia Squires | Referto 1 - Referto 2 - Referto 3 - Referto 4, Referto 5 - Referto 6, Referto 7 - Referto 8 - Referto 9 - Referto 10 - Referto 11 |
| New York Nets 116 Virginia Squires 111 Virginia Squires 97 Virginia Squires 127 New York Nets 115 Virginia Squires 112 Virginia Squires 101 New York Nets 110 New York Nets 123 Virginia Squires 106 New York Nets 114 Punti 105 Virginia Squires 107 New York Nets 115 New York Nets 128 New York Nets (2 t.s.) 100 Virginia Squires 109 New York Nets 109 New York Nets 118 Virginia Squires 117 Virginia Squires 101 New York Nets 76 Virginia Squires |           | |                  | |
| |           | |                  | |
| New York Nets 116 Virginia Squires 111 Virginia Squires 97 Virginia Squires 127 New York Nets 115 Virginia Squires 112 Virginia Squires 101 New York Nets 110 New York Nets 123 Virginia Squires 106 New York Nets 114 | Punti     | 105 Virginia Squires 107 New York Nets 115 New York Nets 128 New York Nets (2 t.s.) 100 Virginia Squires 109 New York Nets 109 New York Nets 118 Virginia Squires 117 Virginia Squires 101 New York Nets 76 Virginia Squires |                  | |

PRECEDENTI NEI PLAYOFF
|  | N.Y. Nets (1972) | 1 – 1 | Virginia Squires (1971) |  |

#### (2) Kentucky Colonels - (3) Carolina Cougars
RISULTATO FINALE: 4-0
| Louisville 1º aprile 1974 Gara 1                                                    | Kentucky Colonels | 118 – 102 (29-24, 28-24, 26-21, 35-33) referto | Carolina Cougars | Freedom Hall (6.749 spett.) |
| Gilmore 33 Punti Calvin 21 Williams 7 Assist Littles 6 Gilmore 19 Rimbalzi Chones 7 |                   |                                                |                  |                             |
|                                                                                     |                   |                                                |                  |                             |
| Gilmore 33                                                                          | Punti             | Calvin 21                                      |                  |                             |
| Williams 7                                                                          | Assist            | Littles 6                                      |                  |                             |
| Gilmore 19                                                                          | Rimbalzi          | Chones 7                                       |                  |                             |

| Louisville 5 aprile 1974 Gara 2                                                                | Kentucky Colonels | 99 – 96 (18-21, 23-25, 27-23, 31-27) referto | Carolina Cougars | Freedom Hall (8.638 spett.) |
| Gilmore 34 Punti Calvin , McClain 20 Gilmore 4 Assist Calvin 5 Gilmore 20 Rimbalzi Caldwell 13 |                   |                                              |                  |                             |
|                                                                                                |                   |                                              |                  |                             |
| Gilmore 34                                                                                     | Punti             | Calvin, McClain 20                           |                  |                             |
| Gilmore 4                                                                                      | Assist            | Calvin 5                                     |                  |                             |
| Gilmore 20                                                                                     | Rimbalzi          | Caldwell 13                                  |                  |                             |

| Greensboro 6 aprile 1974 Gara 3                                                                | Carolina Cougars | 110 – 120 (14-26, 22-26, 31-38, 43-30) referto | Kentucky Colonels | Greensboro Coliseum (3.724 spett.) |
| Calvin 25 Punti Gilmore 19 Caldwell , Littles 3 Assist Williams 8 Chones 9 Rimbalzi Gilmore 15 |                  |                                                |                   |                                    |
|                                                                                                |                  |                                                |                   |                                    |
| Calvin 25                                                                                      | Punti            | Gilmore 19                                     |                   |                                    |
| Caldwell, Littles 3                                                                            | Assist           | Williams 8                                     |                   |                                    |
| Chones 9                                                                                       | Rimbalzi         | Gilmore 15                                     |                   |                                    |

| Charlotte 8 aprile 1974 Gara 4                                                                              | Carolina Cougars | 119 – 128 (31-28, 25-35, 24-30, 39-35) referto | Kentucky Colonels | Charlotte Coliseum (5.243 spett.) |
| Calvin 31 Punti Gilmore 33 Littles 7 Assist Dampier 8 Caldwell , Cunningham , McClain 7 Rimbalzi Gilmore 20 |                  |                                                |                   |                                   |
| |                  |                                                |                   |                                   |
| Calvin 31                                                                                                   | Punti            | Gilmore 33                                     |                   |                                   |
| Littles 7                                                                                                   | Assist           | Dampier 8                                      |                   |                                   |
| Caldwell, Cunningham, McClain 7                                                                             | Rimbalzi         | Gilmore 20                                     |                   |                                   |

PRECEDENTI IN REGULAR SEASON
| Regular Season 1973-74 | Kentucky Colonels | 4 – 7 | Carolina Cougars | Referto 1 - Referto 2 - Referto 3 - Referto 4, Referto 5 - Referto 6, Referto 7 - Referto 8 - Referto 9 - Referto 10 - Referto 11 |
| Carolina Cougars 109 Kentucky Colonels 102 Kentucky Colonels 110 Kentucky Colonels 102 Kentucky Colonels 82 Carolina Cougars 120 Carolina Cougars 98 Kentucky Colonels 125 Carolina Cougars 112 Carolina Cougars 94 Kentucky Colonels 101 Punti 121 Kentucky Colonels 105 Carolina Cougars 139 Carolina Cougars 107 Carolina Cougars 94 Carolina Cougars 113 Kentucky Colonels 101 Kentucky Colonels 111 Carolina Cougars 96 Kentucky Colonels 91 Kentucky Colonels 97 Carolina Cougars |                   | |                  | |
| |                   | |                  | |
| Carolina Cougars 109 Kentucky Colonels 102 Kentucky Colonels 110 Kentucky Colonels 102 Kentucky Colonels 82 Carolina Cougars 120 Carolina Cougars 98 Kentucky Colonels 125 Carolina Cougars 112 Carolina Cougars 94 Kentucky Colonels 101 | Punti             | 121 Kentucky Colonels 105 Carolina Cougars 139 Carolina Cougars 107 Carolina Cougars 94 Carolina Cougars 113 Kentucky Colonels 101 Kentucky Colonels 111 Carolina Cougars 96 Kentucky Colonels 91 Kentucky Colonels 97 Carolina Cougars |                  | |

PRECEDENTI NEI PLAYOFF
|  | Kentucky Colonels (1973) | 1 – 0 | Carolina Cougars |  |

### Finale

#### (1) New York Nets - (2) Kentucky Colonels
RISULTATO FINALE: 4-0
| Uniondale 13 aprile 1974 Gara 1                                                                    | N.Y. Nets | 119 – 106 (26-30, 26-21, 38-24, 29-31) referto | Kentucky Colonels | Nassau Veterans Memorial Coliseum (12.817 spett.) |
| J. Erving 35 Punti D. Issel 22 B. Taylor 7 Assist C. Williams 7 L. Kenon 15 Rimbalzi A. Gilmore 10 |           |                                                |                   |                                                   |
| |           |                                                |                   |                                                   |
| J. Erving 35                                                                                       | Punti     | D. Issel 22                                    |                   |                                                   |
| B. Taylor 7                                                                                        | Assist    | C. Williams 7                                  |                   |                                                   |
| L. Kenon 15                                                                                        | Rimbalzi  | A. Gilmore 10                                  |                   |                                                   |

| Uniondale 15 aprile 1974 Gara 2                                                                      | N.Y. Nets | 99 – 80 (21-22, 18-13, 30-26, 30-19) referto | Kentucky Colonels | Nassau Veterans Memorial Coliseum (13.726 spett.) |
| J. Erving 27 Punti L. Dampier 16 W. Ladner 5 Assist A. Gilmore 4 W. Ladner 14 Rimbalzi A. Gilmore 18 |           |                                              |                   |                                                   |
| |           |                                              |                   |                                                   |
| J. Erving 27                                                                                         | Punti     | L. Dampier 16                                |                   |                                                   |
| W. Ladner 5                                                                                          | Assist    | A. Gilmore 4                                 |                   |                                                   |
| W. Ladner 14                                                                                         | Rimbalzi  | A. Gilmore 18                                |                   |                                                   |

| Louisville 17 aprile 1974 Gara 3                                                                                 | Kentucky Colonels | 87 – 89 (31-18, 23-27, 19-24, 14-20) referto | N.Y. Nets | Freedom Hall (13.797 spett.) |
| D. Issel 26 Punti J. Erving 30 L. Dampier 8 Assist J. Williamson , M. Gale 4 A. Gilmore 27 Rimbalzi J. Erving 14 |                   |                                              |           |                              |
| |                   |                                              |           |                              |
| D. Issel 26 | Punti             | J. Erving 30                                 |           |                              |
| L. Dampier 8 | Assist            | J. Williamson, M. Gale 4                     |           |                              |
| A. Gilmore 27 | Rimbalzi          | J. Erving 14                                 |           |                              |

| Lexington 20 aprile 1974 Gara 4                                                                    | Kentucky Colonels | 90 – 103 (27-31, 22-33, 23-20, 18-19) referto | N.Y. Nets | Memorial Coliseum (7.800 spett.) |
| A. Gilmore 20 Punti J. Erving 27 J. Roche 7 Assist B. Taylor 6 A. Gilmore 20 Rimbalzi B. Paultz 12 |                   |                                               |           |                                  |
| |                   |                                               |           |                                  |
| A. Gilmore 20                                                                                      | Punti             | J. Erving 27                                  |           |                                  |
| J. Roche 7                                                                                         | Assist            | B. Taylor 6                                   |           |                                  |
| A. Gilmore 20                                                                                      | Rimbalzi          | B. Paultz 12                                  |           |                                  |

PRECEDENTI IN REGULAR SEASON
| Regular Season 1973-74 | N.Y. Nets | 5 – 6 | Kentucky Colonels | Referto 1 - Referto 2 - Referto 3 - Referto 4, Referto 5 - Referto 6, Referto 7 - Referto 8 - Referto 9 - Referto 10 - Referto 11 |
| Kentucky Colonels 100 New York Nets 109 Kentucky Colonels 93 Kentucky Colonels 87 New York Nets 83 New York Nets 103 New York Nets 105 New York Nets 91 Kentucky Colonels 101 New York Nets 100 Kentucky Colonels 112 Punti 98 New York Nets 121 Kentucky Colonels 87 New York Nets 102 New York Nets 82 Kentucky Colonels 100 Kentucky Colonels 106 Kentucky Colonels 123 Kentucky Colonels 115 New York Nets 111 Kentucky Colonels 114 New York Nets (1 t.s.) |           | |                   | |
| |           | |                   | |
| Kentucky Colonels 100 New York Nets 109 Kentucky Colonels 93 Kentucky Colonels 87 New York Nets 83 New York Nets 103 New York Nets 105 New York Nets 91 Kentucky Colonels 101 New York Nets 100 Kentucky Colonels 112 | Punti     | 98 New York Nets 121 Kentucky Colonels 87 New York Nets 102 New York Nets 82 Kentucky Colonels 100 Kentucky Colonels 106 Kentucky Colonels 123 Kentucky Colonels 115 New York Nets 111 Kentucky Colonels 114 New York Nets (1 t.s.) |                   | |

PRECEDENTI NEI PLAYOFF
|  | N.Y. Nets (1972) | 1 – 1 | Kentucky Colonels (1970) |  |

## Western Division

### Tiebreaker 4º posto Western Division

#### Denver Rockets - San Diego Conquistadors
RISULTATO FINALE: 0-1
| Denver 29 marzo 1974 Tiebreaker                                                                           | Denver Rockets | 111 – 131 (29-37, 19-30, 33-33, 30-31) referto | San Diego Conq. | Denver Auditorium Arena (3.305 spett.) |
| B. Beck 18 Punti 40 B. Lamar A. Smith 20 Assist 12 J. O'Brien B. Beck , M. Green 8 Rimbalzi 12 T. Bassett |                |                                                |                 |                                        |
| |                |                                                |                 |                                        |
| B. Beck 18                                                                                                | Punti          | 40 B. Lamar                                    |                 |                                        |
| A. Smith 20                                                                                               | Assist         | 12 J. O'Brien                                  |                 |                                        |
| B. Beck, M. Green 8                                                                                       | Rimbalzi       | 12 T. Bassett                                  |                 |                                        |

### Semifinali

#### (1) Utah Stars - (4) San Diego Conquistadors
RISULTATO FINALE: 4-2
| Salt Lake City 30 marzo 1974 Gara 1                                                             | Utah Stars | 114 – 99 (33-30, 29-23, 22-27, 30-19) referto | San Diego Conq. | Salt Palace (5.558 spett.) |
| Z. Beaty 27 Punti B. Lamar 23 R. Boone 9 Assist T. Bassett 7 G. Govan 21 Rimbalzi T. Bassett 17 |            |                                               |                 |                            |
|                                                                                                 |            |                                               |                 |                            |
| Z. Beaty 27                                                                                     | Punti      | B. Lamar 23                                   |                 |                            |
| R. Boone 9                                                                                      | Assist     | T. Bassett 7                                  |                 |                            |
| G. Govan 21                                                                                     | Rimbalzi   | T. Bassett 17                                 |                 |                            |

| Salt Lake City 1 aprile 1974 Gara 2                                                                                      | Utah Stars | 119 – 105 (35-25, 24-17, 26-28, 34-35) referto | San Diego Conq. | Salt Palace (6.242 spett.) |
| W. Wise 23 Punti B. Lamar 41 R. Boone 11 Assist B. Lamar , B. Shepherd , J. O'Brien 5 G. Govan 25 Rimbalzi T. Bassett 19 |            |                                                |                 |                            |
| |            |                                                |                 |                            |
| W. Wise 23 | Punti      | B. Lamar 41                                    |                 |                            |
| R. Boone 11 | Assist     | B. Lamar, B. Shepherd, J. O'Brien 5            |                 |                            |
| G. Govan 25 | Rimbalzi   | T. Bassett 19                                  |                 |                            |

| San Diego 3 aprile 1974 Gara 3 | San Diego Conq. | 97 – 96 (35-20, 21-25, 17-27, 24-24) referto | Utah Stars | Golden Hall (2.295 spett.) |
| B. Lamar 22 Punti W. Wise 29 C. Jones , S. Johnson , T. Bassett , J. O'Brien 5 Assist R. Boone 12 C. Jones 18 Rimbalzi G. Govan 17 |                 |                                              |            |                            |
| |                 |                                              |            |                            |
| B. Lamar 22 | Punti           | W. Wise 29                                   |            |                            |
| C. Jones, S. Johnson, T. Bassett, J. O'Brien 5                                                                                     | Assist          | R. Boone 12                                  |            |                            |
| C. Jones 18 | Rimbalzi        | G. Govan 17                                  |            |                            |

| San Diego 4 aprile 1974 Gara 4 | San Diego Conq. | 100 – 98 (19-35, 23-28, 30-21, 28-14) referto | Utah Stars | Golden Hall (2.089 spett.) |
| B. Lamar 32 Punti W. Wise 30   |                 |                                               |            |                            |
|                                |                 |                                               |            |                            |
| B. Lamar 32                    | Punti           | W. Wise 30                                    |            |                            |

| Salt Lake City 6 aprile 1974 Gara 5                                                            | Utah Stars | 110 – 93 (19-20, 29-29, 31-19, 31-25) referto | San Diego Conq. | Salt Palace (6.648 spett.) |
| W. Wise 30 Punti T. Bassett 26 Z. Beaty 9 Assist C. Jones 6 G. Govan 19 Rimbalzi T. Bassett 19 |            |                                               |                 |                            |
|                                                                                                |            |                                               |                 |                            |
| W. Wise 30                                                                                     | Punti      | T. Bassett 26                                 |                 |                            |
| Z. Beaty 9                                                                                     | Assist     | C. Jones 6                                    |                 |                            |
| G. Govan 19                                                                                    | Rimbalzi   | T. Bassett 19                                 |                 |                            |

| San Diego 8 aprile 1974 Gara 6                                                                        | San Diego Conq. | 99 – 110 (20-34, 36-21, 16-24, 27-31) referto | Utah Stars | Golden Hall (3.140 spett.) |
| B. Lamar 33 Punti W. Wise , J. Jones 21 B. Lamar 7 Assist J. Jones 7 C. Jones 22 Rimbalzi Z. Beaty 12 |                 |                                               |            |                            |
| |                 |                                               |            |                            |
| B. Lamar 33                                                                                           | Punti           | W. Wise, J. Jones 21                          |            |                            |
| B. Lamar 7                                                                                            | Assist          | J. Jones 7                                    |            |                            |
| C. Jones 22                                                                                           | Rimbalzi        | Z. Beaty 12                                   |            |                            |

PRECEDENTI IN REGULAR SEASON
| Regular Season 1973-74 | Utah Stars | 8 – 3 | San Diego Conq. | Referto 1 - Referto 2 - Referto 3 - Referto 4, Referto 5 - Referto 6, Referto 7 - Referto 8 - Referto 9 - Referto 10 - Referto 11 |
| San Diego Conquistadors 122 Utah Stars 126 Utah Stars 129 San Diego Conquistadors 105 Utah Stars 121 Utah Stars 102 Utah Stars 115 San Diego Conquistadors 99 Utah Stars 120 San Diego Conquistadors 107 San Diego Conquistadors 109 Punti 102 Utah Stars 110 San Diego Conquistadors 119 San Diego Conquistadors 100 Utah Stars 113 San Diego Conquistadors 98 San Diego Conquistadors 112 San Diego Conquistadors 104 Utah Stars 109 San Diego Conquistadors 120 Utah Stars 97 Utah Stars |            | |                 | |
| |            | |                 | |
| San Diego Conquistadors 122 Utah Stars 126 Utah Stars 129 San Diego Conquistadors 105 Utah Stars 121 Utah Stars 102 Utah Stars 115 San Diego Conquistadors 99 Utah Stars 120 San Diego Conquistadors 107 San Diego Conquistadors 109 | Punti      | 102 Utah Stars 110 San Diego Conquistadors 119 San Diego Conquistadors 100 Utah Stars 113 San Diego Conquistadors 98 San Diego Conquistadors 112 San Diego Conquistadors 104 Utah Stars 109 San Diego Conquistadors 120 Utah Stars 97 Utah Stars |                 | |

PRECEDENTI NEI PLAYOFF
|  | Utah Stars (1973) | 1 – 0 | San Diego Conq. |  |

#### (2) Indiana Pacers - (3) San Antonio Spurs
RISULTATO FINALE: 4-3
| Indianapolis 30 marzo 1974 Gara 1                                                                                                  | Indiana Pacers | 109 – 113 (28-27, 20-33, 27-23, 34-30) referto | San Antonio Spurs | Indiana State Fair Coliseum (7.438 spett.) |
| F. Lewis , M. Daniels 19 Punti R. Jones 27 R. Brown 7 Assist J. Silas , G. Gervin 4 M. Daniels 11 Rimbalzi G. Gervin , S. Nater 10 |                |                                                |                   |                                            |
| |                |                                                |                   |                                            |
| F. Lewis, M. Daniels 19 | Punti          | R. Jones 27                                    |                   |                                            |
| R. Brown 7 | Assist         | J. Silas, G. Gervin 4                          |                   |                                            |
| M. Daniels 11 | Rimbalzi       | G. Gervin, S. Nater 10                         |                   |                                            |

| Indianapolis 1 aprile 1974 Gara 2 | Indiana Pacers | 128 – 101 (25-18, 35-20, 30-32, 38-31) referto          | San Antonio Spurs | Indiana State Fair Coliseum (6.988 spett.) |
| B. Keller 39 Punti R. Jones 26 F. Lewis 10 Assist J. Silas , G. Gervin , S. Nater , B. Warren , C. Dietrick 2 D. Hillman 10 Rimbalzi S. Nater 12 |                |                                                         |                   |                                            |
| |                |                                                         |                   |                                            |
| B. Keller 39 | Punti          | R. Jones 26                                             |                   |                                            |
| F. Lewis 10 | Assist         | J. Silas, G. Gervin, S. Nater, B. Warren, C. Dietrick 2 |                   |                                            |
| D. Hillman 10 | Rimbalzi       | S. Nater 12                                             |                   |                                            |

| San Antonio 3 aprile 1974 Gara 3                                                                               | San Antonio Spurs | 115 – 96 (31-19, 24-24, 27-25, 33-28) referto | Indiana Pacers | HemisFair Arena (10.693 spett.) |
| S. Nater 27 Punti G. McGinnis 25 G. Karl 11 Assist R. Brown 6 S. Nater 15 Rimbalzi G. McGinnis , M. Daniels 10 |                   |                                               |                |                                 |
| |                   |                                               |                |                                 |
| S. Nater 27 | Punti             | G. McGinnis 25                                |                |                                 |
| G. Karl 11 | Assist            | R. Brown 6                                    |                |                                 |
| S. Nater 15 | Rimbalzi          | G. McGinnis, M. Daniels 10                    |                |                                 |

| San Antonio 4 aprile 1974 Gara 4                                                             | San Antonio Spurs | 89 – 91 (21-33, 23-17, 28-17, 17-24) referto | Indiana Pacers | HemisFair Arena (12.079 spett.) |
| R. Jones 28 Punti R. Brown 29 J. Silas 5 Assist R. Brown 8 R. Jones 8 Rimbalzi G. McGinnis 8 |                   |                                              |                |                                 |
|                                                                                              |                   |                                              |                |                                 |
| R. Jones 28                                                                                  | Punti             | R. Brown 29                                  |                |                                 |
| J. Silas 5                                                                                   | Assist            | R. Brown 8                                   |                |                                 |
| R. Jones 8                                                                                   | Rimbalzi          | G. McGinnis 8                                |                |                                 |

| Indianapolis 6 aprile 1974 Gara 5                                                              | Indiana Pacers | 105 – 100 (25-22, 24-24, 24-23, 32-31) referto | San Antonio Spurs | Indiana State Fair Coliseum (10.079 spett.) |
| F. Lewis 35 Punti J. Silas 28 B. Keller 5 Assist J. Silas 7 M. Daniels 14 Rimbalzi S. Nater 12 |                |                                                |                   |                                             |
|                                                                                                |                |                                                |                   |                                             |
| F. Lewis 35                                                                                    | Punti          | J. Silas 28                                    |                   |                                             |
| B. Keller 5                                                                                    | Assist         | J. Silas 7                                     |                   |                                             |
| M. Daniels 14                                                                                  | Rimbalzi       | S. Nater 12                                    |                   |                                             |

| San Antonio 10 aprile 1974 Gara 6                                                               | San Antonio Spurs | 102 – 86 (28-23, 24-19, 24-25, 26-19) referto | Indiana Pacers | HemisFair Arena (12.304 spett.) |
| B. Averitt 19 Punti R. Brown 26 J. Silas 7 Assist R. Brown 6 S. Nater 13 Rimbalzi M. Daniels 14 |                   |                                               |                |                                 |
|                                                                                                 |                   |                                               |                |                                 |
| B. Averitt 19                                                                                   | Punti             | R. Brown 26                                   |                |                                 |
| J. Silas 7                                                                                      | Assist            | R. Brown 6                                    |                |                                 |
| S. Nater 13                                                                                     | Rimbalzi          | M. Daniels 14                                 |                |                                 |

| Indianapolis 12 aprile 1974 Gara 7                                                                        | Indiana Pacers | 86 – 79 (14-12, 15-30, 30-22, 27-15) referto | San Antonio Spurs | Indiana State Fair Coliseum (10.079 spett.) |
| R. Brown 28 Punti J. Silas 27 R. Brown , F. Lewis 3 Assist S. Nater 6 G. McGinnis 17 Rimbalzi S. Nater 13 |                |                                              |                   |                                             |
| |                |                                              |                   |                                             |
| R. Brown 28                                                                                               | Punti          | J. Silas 27                                  |                   |                                             |
| R. Brown, F. Lewis 3                                                                                      | Assist         | S. Nater 6                                   |                   |                                             |
| G. McGinnis 17                                                                                            | Rimbalzi       | S. Nater 13                                  |                   |                                             |

PRECEDENTI IN REGULAR SEASON
| Regular Season 1973-74 | Indiana Pacers | 5 – 6 | San Antonio Spurs | Referto 1 - Referto 2 - Referto 3 - Referto 4, Referto 5 - Referto 6, Referto 7 - Referto 8 - Referto 9 - Referto 10 - Referto 11 |
| Indiana Pacers 116 San Antonio Spurs 92 (1 t.s.) San Antonio Spurs 95 San Antonio Spurs 79 Indiana Pacers 81 Indiana Pacers 84 Indiana Pacers 89 San Antonio Spurs 88 Indiana Pacers 107 Indiana Pacers 92 San Antonio Spurs 98 Punti 99 San Antonio Spurs 66 Indiana Pacers 90 Indiana Pacers 90 Indiana Pacers 92 San Antonio Spurs 81 San Antonio Spurs 90 San Antonio Spurs 83 Indiana Pacers 102 San Antonio Spurs 82 San Antonio Spurs 80 Indiana Pacers |                | |                   | |
| |                | |                   | |
| Indiana Pacers 116 San Antonio Spurs 92 (1 t.s.) San Antonio Spurs 95 San Antonio Spurs 79 Indiana Pacers 81 Indiana Pacers 84 Indiana Pacers 89 San Antonio Spurs 88 Indiana Pacers 107 Indiana Pacers 92 San Antonio Spurs 98 | Punti          | 99 San Antonio Spurs 66 Indiana Pacers 90 Indiana Pacers 90 Indiana Pacers 92 San Antonio Spurs 81 San Antonio Spurs 90 San Antonio Spurs 83 Indiana Pacers 102 San Antonio Spurs 82 San Antonio Spurs 80 Indiana Pacers |                   | |

PRECEDENTI NEI PLAYOFF

Si è trattata della prima sfida tra le due squadre ai playoff.

### Finale

#### (1) Utah Stars - (2) Indiana Pacers
RISULTATO FINALE: 4-3
| Salt Lake City 13 aprile 1974 Gara 1                                                                        | Utah Stars | 105 – 96 (31-24, 22-19, 21-29, 31-24) referto | Indiana Pacers | Salt Palace (7.557 spett.) |
| W. Wise 34 Punti G. McGinnis 39 G. Govan , J. Jones 6 Assist F. Lewis 5 G. Govan 17 Rimbalzi G. McGinnis 14 |            |                                               |                |                            |
| |            |                                               |                |                            |
| W. Wise 34                                                                                                  | Punti      | G. McGinnis 39                                |                |                            |
| G. Govan, J. Jones 6                                                                                        | Assist     | F. Lewis 5                                    |                |                            |
| G. Govan 17                                                                                                 | Rimbalzi   | G. McGinnis 14                                |                |                            |

| Salt Lake City 15 aprile 1974 Gara 2                                                                 | Utah Stars | 106 – 102 (24-18, 32-26, 26-26, 24-32) referto | Indiana Pacers | Salt Palace (7.143 spett.) |
| R. Boone 20 Punti G. McGinnis 30 R. Boone 8 Assist G. McGinnis 5 Z. Beaty 13 Rimbalzi G. McGinnis 17 |            |                                                |                |                            |
| |            |                                                |                |                            |
| R. Boone 20                                                                                          | Punti      | G. McGinnis 30                                 |                |                            |
| R. Boone 8                                                                                           | Assist     | G. McGinnis 5                                  |                |                            |
| Z. Beaty 13                                                                                          | Rimbalzi   | G. McGinnis 17                                 |                |                            |

| Indianapolis 17 aprile 1974 Gara 3                                                                          | Indiana Pacers | 90 – 99 (26-20, 19-32, 23-17, 22-30) referto | Utah Stars | Indiana State Fair Coliseum (6.337 spett.) |
| G. McGinnis 27 Punti R. Boone 24 D. Buse 6 Assist R. Boone , G. Govan 5 G. McGinnis 13 Rimbalzi Z. Beaty 20 |                |                                              |            |                                            |
| |                |                                              |            |                                            |
| G. McGinnis 27                                                                                              | Punti          | R. Boone 24                                  |            |                                            |
| D. Buse 6                                                                                                   | Assist         | R. Boone, G. Govan 5                         |            |                                            |
| G. McGinnis 13                                                                                              | Rimbalzi       | Z. Beaty 20                                  |            |                                            |

| Indianapolis 18 aprile 1974 Gara 4                                                          | Indiana Pacers | 118 – 107 (24-23, 26-37, 42-27, 26-20) referto | Utah Stars | Indiana State Fair Coliseum (6.225 spett.) |
| F. Lewis 40 Punti W. Wise 22 F. Lewis 6 Assist R. Boone 6 M. Daniels 14 Rimbalzi Z. Beaty 9 |                |                                                |            |                                            |
|                                                                                             |                |                                                |            |                                            |
| F. Lewis 40                                                                                 | Punti          | W. Wise 22                                     |            |                                            |
| F. Lewis 6                                                                                  | Assist         | R. Boone 6                                     |            |                                            |
| M. Daniels 14                                                                               | Rimbalzi       | Z. Beaty 9                                     |            |                                            |

| Salt Lake City 22 aprile 1974 Gara 5                                                                                           | Utah Stars | 101 – 110 (20-19, 26-37, 36-25, 19-29) referto | Indiana Pacers | Salt Palace (10.248 spett.) |
| W. Wise 27 Punti M. Daniels , G. McGinnis 29 J. Jones 7 Assist G. McGinnis 10 G. Govan 13 Rimbalzi M. Daniels , G. McGinnis 14 |            |                                                |                |                             |
| |            |                                                |                |                             |
| W. Wise 27 | Punti      | M. Daniels, G. McGinnis 29                     |                |                             |
| J. Jones 7 | Assist     | G. McGinnis 10                                 |                |                             |
| G. Govan 13 | Rimbalzi   | M. Daniels, G. McGinnis 14                     |                |                             |

| Indianapolis 25 aprile 1974 Gara 6                                                                          | Indiana Pacers | 91 – 89 (27-15, 21-25, 20-22, 23-27) referto | Utah Stars | Indiana State Fair Coliseum (9.482 spett.) |
| G. McGinnis 23 Punti W. Wise 24 D. Buse 6 Assist R. Boone 6 D. Hillman , G. McGinnis 16 Rimbalzi W. Wise 10 |                |                                              |            |                                            |
| |                |                                              |            |                                            |
| G. McGinnis 23                                                                                              | Punti          | W. Wise 24                                   |            |                                            |
| D. Buse 6                                                                                                   | Assist         | R. Boone 6                                   |            |                                            |
| D. Hillman, G. McGinnis 16                                                                                  | Rimbalzi       | W. Wise 10                                   |            |                                            |

| Salt Lake City 27 aprile 1974 Gara 7                                                                                   | Utah Stars | 109 – 87 (36-20, 28-23, 16-17, 29-27) referto | Indiana Pacers | Salt Palace (12.191 spett.) |
| J. Jones 29 Punti R. Brown 21 J. Jones 9 Assist G. McGinnis , F. Lewis 3 G. Govan , W. Wise 10 Rimbalzi G. McGinnis 13 |            |                                               |                |                             |
| |            |                                               |                |                             |
| J. Jones 29 | Punti      | R. Brown 21                                   |                |                             |
| J. Jones 9 | Assist     | G. McGinnis, F. Lewis 3                       |                |                             |
| G. Govan, W. Wise 10                                                                                                   | Rimbalzi   | G. McGinnis 13                                |                |                             |

PRECEDENTI IN REGULAR SEASON
| Regular Season 1973-74 | Utah Stars | 5 – 6 | Indiana Pacers | Referto 1 - Referto 2 - Referto 3 - Referto 4, Referto 5 - Referto 6, Referto 7 - Referto 8 - Referto 9 - Referto 10 - Referto 11 |
| Indiana Pacers 96 Utah Stars 105 Indiana Pacers 102 Indiana Pacers 104 Utah Stars 123 (1 t.s.) Utah Stars 118 Utah Stars 114 Utah Stars 94 Indiana Pacers 126 Indiana Pacers 101 Utah Stars 109 Punti 101 Utah Stars 100 Indiana Pacers 98 Utah Stars 88 Utah Stars 105 Indiana Pacers 113 Indiana Pacers 91 Indiana Pacers 110 Indiana Pacers 103 Utah Stars 89 Utah Stars 111 Indiana Pacers |            | |                | |
| |            | |                | |
| Indiana Pacers 96 Utah Stars 105 Indiana Pacers 102 Indiana Pacers 104 Utah Stars 123 (1 t.s.) Utah Stars 118 Utah Stars 114 Utah Stars 94 Indiana Pacers 126 Indiana Pacers 101 Utah Stars 109 | Punti      | 101 Utah Stars 100 Indiana Pacers 98 Utah Stars 88 Utah Stars 105 Indiana Pacers 113 Indiana Pacers 91 Indiana Pacers 110 Indiana Pacers 103 Utah Stars 89 Utah Stars 111 Indiana Pacers |                | |

PRECEDENTI NEI PLAYOFF
|  | Utah Stars (1971) | 1 – 3 | Indiana Pacers (1970, 1972, 1973) |  |

## ABA Finals 1974

### New York Nets - Utah Stars
RISULTATO FINALE
|  | N.Y. Nets | 4 – 1 | Utah Stars |  |

PRECEDENTI IN REGULAR SEASON
| Regular Season 1973-74 | N.Y. Nets | 5 – 3 | Utah Stars | Referto 1 - Referto 2 - Referto 3 - Referto 4, Referto 5 - Referto 6, Referto 7 - Referto 8 |
| New York Nets 114 Utah Stars 124 New York Nets 105 Utah Stars 113 New York Nets 129 Utah Stars 107 Utah Stars 116 New York Nets 97 Punti 94 Utah Stars 109 New York Nets 92 Utah Stars 119 New York Nets 109 Utah Stars 97 New York Nets 105 New York Nets 76 Utah Stars |           | |            |                                                                                             |
| |           | |            |                                                                                             |
| New York Nets 114 Utah Stars 124 New York Nets 105 Utah Stars 113 New York Nets 129 Utah Stars 107 Utah Stars 116 New York Nets 97 | Punti     | 94 Utah Stars 109 New York Nets 92 Utah Stars 119 New York Nets 109 Utah Stars 97 New York Nets 105 New York Nets 76 Utah Stars |            |                                                                                             |

PRECEDENTI NEI PLAYOFF

Si è trattata della prima sfida tra le due squadre ai playoff.

#### Roster
| \| Pos. \| Num. \| Naz. \| Nome \| Altezza \| Peso \| Data nascita \| Provenienza \| \| ---- \| ---- \| ---- \| ----------------- \| ------- \| ------ \| ------------ \| ------------------------------- \| \| G/AP \| 32 \| \| Erving, Julius \| 198 cm \| 91 kg \| 22-02-1950 \| Massachusetts \| \| G \| 12 \| \| Gale, Mike \| 193 cm \| 84 kg \| 18-07-1950 \| Elizabeth City State University \| \| A/C \| 44 \| \| Gregor, Gary \| 201 cm \| 102 kg \| 13-08-1945 \| South Carolina \| \| A \| 35 \| \| Kenon, Larry \| 206 cm \| 93 kg \| 13-12-1952 \| Memphis \| \| G/AP \| 30 \| \| Lackey, Bob \| 196 cm \| 91 kg \| 04-04-1949 \| Marquette \| \| A \| 4 \| \| Ladner, Wendell \| 196 cm \| 100 kg \| 06-10-1948 \| Southern Mississippi \| \| G \| 25 \| \| Melchionni, Bill \| 185 cm \| 75 kg \| 19-10-1944 \| Villanova \| \| A \| 44 \| \| O'Brien, Jim \| 201 cm \| 91 kg \| 07-11-1951 \| Maryland \| \| A/C \| 5 \| \| Paultz, Billy \| 211 cm \| 107 kg \| 30-07-1948 \| Cameron University, St. John's \| \| G \| 22 \| \| Rinaldi, Rich \| 191 cm \| 88 kg \| 03-08-1949 \| Saint Peter's College \| \| G \| 13 \| \| Roche, John \| 191 cm \| 77 kg \| 26-09-1949 \| South Carolina \| \| A \| 15 \| \| Schaeffer, Billy \| 196 cm \| 91 kg \| 11-12-1951 \| St. John's \| \| A/C \| 40 \| \| Sojourner, Willie \| 203 cm \| 102 kg \| 10-09-1948 \| Weber State \| \| G \| 14 \| \| Taylor, Brian \| 188 cm \| 84 kg \| 09-06-1951 \| Princeton \| \| G/AP \| 22 \| \| Taylor, Ollie \| 188 cm \| 88 kg \| 07-03-1947 \| Houston \| \| G \| 23 \| \| Williamson, John \| 188 cm \| 84 kg \| 10-11-1951 \| New Mexico State \| | Allenatore - Kevin Loughery Assistente/i - Rod Thorn (Vice-allenatore) Legenda - (C) Capitano - (FA) Free agent - (S) Sospeso - (TW) Contratto Two-way - (GL) Assegnato a squadra G League affiliata - Infortunato Roster · Ultima transazione: 30 giugno 1974 |                        |                   |         |        |              |                                 |
| Pos. | Num. | Naz.                   | Nome              | Altezza | Peso   | Data nascita | Provenienza                     |
| G/AP | 32 | Stati Uniti (bandiera) | Erving, Julius    | 198 cm  | 91 kg  | 22-02-1950   | Massachusetts                   |
| G | 12 | Stati Uniti (bandiera) | Gale, Mike        | 193 cm  | 84 kg  | 18-07-1950   | Elizabeth City State University |
| A/C | 44 | Stati Uniti (bandiera) | Gregor, Gary      | 201 cm  | 102 kg | 13-08-1945   | South Carolina                  |
| A | 35 | Stati Uniti (bandiera) | Kenon, Larry      | 206 cm  | 93 kg  | 13-12-1952   | Memphis                         |
| G/AP | 30 | Stati Uniti (bandiera) | Lackey, Bob       | 196 cm  | 91 kg  | 04-04-1949   | Marquette                       |
| A | 4 | Stati Uniti (bandiera) | Ladner, Wendell   | 196 cm  | 100 kg | 06-10-1948   | Southern Mississippi            |
| G | 25 | Stati Uniti (bandiera) | Melchionni, Bill  | 185 cm  | 75 kg  | 19-10-1944   | Villanova                       |
| A | 44 | Stati Uniti (bandiera) | O'Brien, Jim      | 201 cm  | 91 kg  | 07-11-1951   | Maryland                        |
| A/C | 5 | Stati Uniti (bandiera) | Paultz, Billy     | 211 cm  | 107 kg | 30-07-1948   | Cameron University, St. John's  |
| G | 22 | Stati Uniti (bandiera) | Rinaldi, Rich     | 191 cm  | 88 kg  | 03-08-1949   | Saint Peter's College           |
| G | 13 | Stati Uniti (bandiera) | Roche, John       | 191 cm  | 77 kg  | 26-09-1949   | South Carolina                  |
| A | 15 | Stati Uniti (bandiera) | Schaeffer, Billy  | 196 cm  | 91 kg  | 11-12-1951   | St. John's                      |
| A/C | 40 | Stati Uniti (bandiera) | Sojourner, Willie | 203 cm  | 102 kg | 10-09-1948   | Weber State                     |
| G | 14 | Stati Uniti (bandiera) | Taylor, Brian     | 188 cm  | 84 kg  | 09-06-1951   | Princeton                       |
| G/AP | 22 | Stati Uniti (bandiera) | Taylor, Ollie     | 188 cm  | 88 kg  | 07-03-1947   | Houston                         |
| G | 23 | Stati Uniti (bandiera) | Williamson, John  | 188 cm  | 84 kg  | 10-11-1951   | New Mexico State                |

| \| Pos. \| Num. \| Naz. \| Nome \| Altezza \| Peso \| Data nascita \| Provenienza \| \| ---- \| ---- \| ---- \| ---------------- \| ------- \| ------ \| ------------ \| ---------------------------------------- \| \| A \| 44 \| \| Beasley, John \| 206 cm \| 102 kg \| 05-02-1944 \| Texas A&M \| \| C \| 31 \| \| Beaty, Zelmo \| 206 cm \| 102 kg \| 25-10-1939 \| Prairie View A&M University \| \| G/AP \| 24 \| \| Boone, Ron \| 188 cm \| 91 kg \| 06-09-1946 \| Idaho State \| \| G \| \| \| Combs, Glen \| 188 cm \| 84 kg \| 30-10-1946 \| Virginia Tech \| \| C \| 14 \| \| Ebron, Roy \| 206 cm \| 100 kg \| 31-08-1951 \| Louisiana \| \| A/C \| 25 \| \| Govan, Gerald \| 208 cm \| 100 kg \| 02-01-1942 \| Saint Mary of the Plains College \| \| A \| 21 \| \| Jackson, Mike \| 201 cm \| 98 kg \| 31-07-1949 \| California State University, Los Angeles \| \| G/AP \| 15 \| \| Jones, Jimmy \| 193 cm \| 85 kg \| 01-01-1945 \| Grambling State University \| \| G \| 11 \| \| Mount, Rick \| 191 cm \| 79 kg \| 05-01-1947 \| Purdue \| \| G/AP \| 22 \| \| Neumann, Johnny \| 198 cm \| 91 kg \| 11-09-1951 \| Mississippi \| \| A \| 35 \| \| Robinson, Ronnie \| 203 cm \| 91 kg \| 09-03-1951 \| Memphis \| \| A \| 10 \| \| Seals, Bruce \| 203 cm \| 95 kg \| 18-06-1953 \| Xavier University of Louisiana \| \| G \| 12 \| \| Warren, Bob \| 196 cm \| 86 kg \| 17-07-1946 \| Vanderbilt \| \| A \| 42 \| \| Wise, Willie \| 196 cm \| 95 kg \| 03-03-1946 \| Drake University \| | Allenatore - Joe Mullaney Assistente/i - Larry Creger (Vice-allenatore) Legenda - (C) Capitano - (FA) Free agent - (S) Sospeso - (TW) Contratto Two-way - (GL) Assegnato a squadra G League affiliata - Infortunato Roster |                        |                  |         |        |              |                                          |
| Pos. | Num. | Naz.                   | Nome             | Altezza | Peso   | Data nascita | Provenienza                              |
| A | 44 | Stati Uniti (bandiera) | Beasley, John    | 206 cm  | 102 kg | 05-02-1944   | Texas A&M                                |
| C | 31 | Stati Uniti (bandiera) | Beaty, Zelmo     | 206 cm  | 102 kg | 25-10-1939   | Prairie View A&M University              |
| G/AP | 24 | Stati Uniti (bandiera) | Boone, Ron       | 188 cm  | 91 kg  | 06-09-1946   | Idaho State                              |
| G | | Stati Uniti (bandiera) | Combs, Glen      | 188 cm  | 84 kg  | 30-10-1946   | Virginia Tech                            |
| C | 14 | Stati Uniti (bandiera) | Ebron, Roy       | 206 cm  | 100 kg | 31-08-1951   | Louisiana                                |
| A/C | 25 | Stati Uniti (bandiera) | Govan, Gerald    | 208 cm  | 100 kg | 02-01-1942   | Saint Mary of the Plains College         |
| A | 21 | Stati Uniti (bandiera) | Jackson, Mike    | 201 cm  | 98 kg  | 31-07-1949   | California State University, Los Angeles |
| G/AP | 15 | Stati Uniti (bandiera) | Jones, Jimmy     | 193 cm  | 85 kg  | 01-01-1945   | Grambling State University               |
| G | 11 | Stati Uniti (bandiera) | Mount, Rick      | 191 cm  | 79 kg  | 05-01-1947   | Purdue                                   |
| G/AP | 22 | Stati Uniti (bandiera) | Neumann, Johnny  | 198 cm  | 91 kg  | 11-09-1951   | Mississippi                              |
| A | 35 | Stati Uniti (bandiera) | Robinson, Ronnie | 203 cm  | 91 kg  | 09-03-1951   | Memphis                                  |
| A | 10 | Stati Uniti (bandiera) | Seals, Bruce     | 203 cm  | 95 kg  | 18-06-1953   | Xavier University of Louisiana           |
| G | 12 | Stati Uniti (bandiera) | Warren, Bob      | 196 cm  | 86 kg  | 17-07-1946   | Vanderbilt                               |
| A | 42 | Stati Uniti (bandiera) | Wise, Willie     | 196 cm  | 95 kg  | 03-03-1946   | Drake University                         |

#### Risultati
| Uniondale 30 aprile 1974 Gara 1 | N.Y. Nets  | 89 – 85 (22-14, 20-26, 25-25, 22-20) referto                     | Utah Stars | Nassau Veterans Memorial Coliseum (13.740 spett.) |
| \| \| \| \| \| J. Erving 47 \| Punti \| J. Jones 25 \| \| J. Williamson 5 \| Assist \| J. Jones, W. Wise, G. Govan, B. Seals 2 \| \| L. Kenon 20 \| Rimbalzi \| W. Wise, G. Govan 12 \| \| Erving, Gale, Kenon, Ladner, Paultz, Sojourner, Taylor, Williamson \| Formazioni \| Beasley, Boone, Ebron, Govan, Jones, Mount, Neumann, Seals, Wise \| |            |                                                                  |            |                                                   |
| |            |                                                                  |            |                                                   |
| J. Erving 47 | Punti      | J. Jones 25                                                      |            |                                                   |
| J. Williamson 5 | Assist     | J. Jones, W. Wise, G. Govan, B. Seals 2                          |            |                                                   |
| L. Kenon 20 | Rimbalzi   | W. Wise, G. Govan 12                                             |            |                                                   |
| Erving, Gale, Kenon, Ladner, Paultz, Sojourner, Taylor, Williamson | Formazioni | Beasley, Boone, Ebron, Govan, Jones, Mount, Neumann, Seals, Wise |            |                                                   |

| Uniondale 4 maggio 1974 Gara 2 | N.Y. Nets  | 118 – 94 (28-19, 33-18, 20-30, 37-27) referto           | Utah Stars | Nassau Veterans Memorial Coliseum (15.934 spett.) |
| \| \| \| \| \| J. Erving 32 \| Punti \| J. Jones, W. Wise 19 \| \| B. Melchionni 7 \| Assist \| R. Boone 8 \| \| L. Kenon 13 \| Rimbalzi \| W. Wise, G. Govan 12 \| \| Erving, Gale, Kenon, Ladner, Melchionni, O'Brien, Paultz, Schaeffer, Sojourner, Taylor, Williamson \| Formazioni \| Boone, Ebron, Govan, Jones, Mount, Neumann, Seals, Wise \| |            |                                                         |            |                                                   |
| |            |                                                         |            |                                                   |
| J. Erving 32 | Punti      | J. Jones, W. Wise 19                                    |            |                                                   |
| B. Melchionni 7 | Assist     | R. Boone 8                                              |            |                                                   |
| L. Kenon 13 | Rimbalzi   | W. Wise, G. Govan 12                                    |            |                                                   |
| Erving, Gale, Kenon, Ladner, Melchionni, O'Brien, Paultz, Schaeffer, Sojourner, Taylor, Williamson | Formazioni | Boone, Ebron, Govan, Jones, Mount, Neumann, Seals, Wise |            |                                                   |

| Salt Lake City 6 maggio 1974 Gara 3 | Utah Stars | 100 – 103 (d.1t.s.) (25-17, 18-26, 19-31, 32-20) (6-9) referto                 | N.Y. Nets | Salt Palace (10.743 spett.) |
| \| \| \| \| \| J. Jones 28 \| Punti \| J. Erving 24 \| \| J. Jones 6 \| Assist \| M. Gale 8 \| \| Z. Beaty 16 \| Rimbalzi \| J. Erving 13 \| \| Beasley, Beaty, Boone, Govan, Jones, Mount, Neumann, Seals, Wise \| Formazioni \| Erving, Gale, Kenon, Ladner, Melchionni, Paultz, Sojourner, Taylor, Williamson \| |            |                                                                                |           |                             |
| |            |                                                                                |           |                             |
| J. Jones 28 | Punti      | J. Erving 24                                                                   |           |                             |
| J. Jones 6 | Assist     | M. Gale 8                                                                      |           |                             |
| Z. Beaty 16 | Rimbalzi   | J. Erving 13                                                                   |           |                             |
| Beasley, Beaty, Boone, Govan, Jones, Mount, Neumann, Seals, Wise | Formazioni | Erving, Gale, Kenon, Ladner, Melchionni, Paultz, Sojourner, Taylor, Williamson |           |                             |

| Salt Lake City 8 maggio 1974 Gara 4 | Utah Stars | 97 – 89 (26-18, 24-24, 24-34, 23-13) referto                                   | N.Y. Nets | Salt Palace (10.254 spett.) |
| \| \| \| \| \| J. Jones 24 \| Punti \| J. Erving 18 \| \| R. Boone 10 \| Assist \| J. Erving 7 \| \| G. Govan 23 \| Rimbalzi \| L. Kenon 15 \| \| Beasley, Beaty, Boone, Govan, Jones, Mount, Neumann, Wise \| Formazioni \| Erving, Gale, Kenon, Ladner, Melchionni, Paultz, Sojourner, Taylor, Williamson \| |            |                                                                                |           |                             |
| |            |                                                                                |           |                             |
| J. Jones 24 | Punti      | J. Erving 18                                                                   |           |                             |
| R. Boone 10 | Assist     | J. Erving 7                                                                    |           |                             |
| G. Govan 23 | Rimbalzi   | L. Kenon 15                                                                    |           |                             |
| Beasley, Beaty, Boone, Govan, Jones, Mount, Neumann, Wise | Formazioni | Erving, Gale, Kenon, Ladner, Melchionni, Paultz, Sojourner, Taylor, Williamson |           |                             |

| Uniondale 10 maggio 1974 Gara 5 | N.Y. Nets  | 111 – 100 (28-27, 22-21, 30-29, 31-23) referto          | Utah Stars | Nassau Veterans Memorial Coliseum (15.934 spett.) |
| \| \| \| \| \| L. Kenon 23 \| Punti \| W. Wise 34 \| \| J. Williamson, M. Gale 5 \| Assist \| W. Wise 6 \| \| J. Erving 16 \| Rimbalzi \| G. Govan 10 \| \| Erving, Gale, Kenon, Ladner, Paultz, Sojourner, Taylor, Williamson \| Formazioni \| Beasley, Beaty, Boone, Ebron, Govan, Jones, Mount, Wise \| |            |                                                         |            |                                                   |
| |            |                                                         |            |                                                   |
| L. Kenon 23 | Punti      | W. Wise 34                                              |            |                                                   |
| J. Williamson, M. Gale 5 | Assist     | W. Wise 6                                               |            |                                                   |
| J. Erving 16 | Rimbalzi   | G. Govan 10                                             |            |                                                   |
| Erving, Gale, Kenon, Ladner, Paultz, Sojourner, Taylor, Williamson | Formazioni | Beasley, Beaty, Boone, Ebron, Govan, Jones, Mount, Wise |            |                                                   |

| Campione ABA 1974       |
| ----------------------- |
| New York Nets 1º titolo |

#### Hall of famer
| ABA Finals | Atleta        | Squadra    | Anno |              |
| ---------- | ------------- | ---------- | ---- | ------------ |
| Giocatore  | Julius Erving | N.Y. Nets  | 1993 | Giocatore    |
| Allenatore | Rod Thorn     | N.Y. Nets  | 2011 | Contributore |
| Giocatore  | Zelmo Beaty   | Utah Stars | 2016 | Giocatore    |

#### MVP delle Finali
- #32 Julius Erving, New York Nets.

## Squadra vincitrice

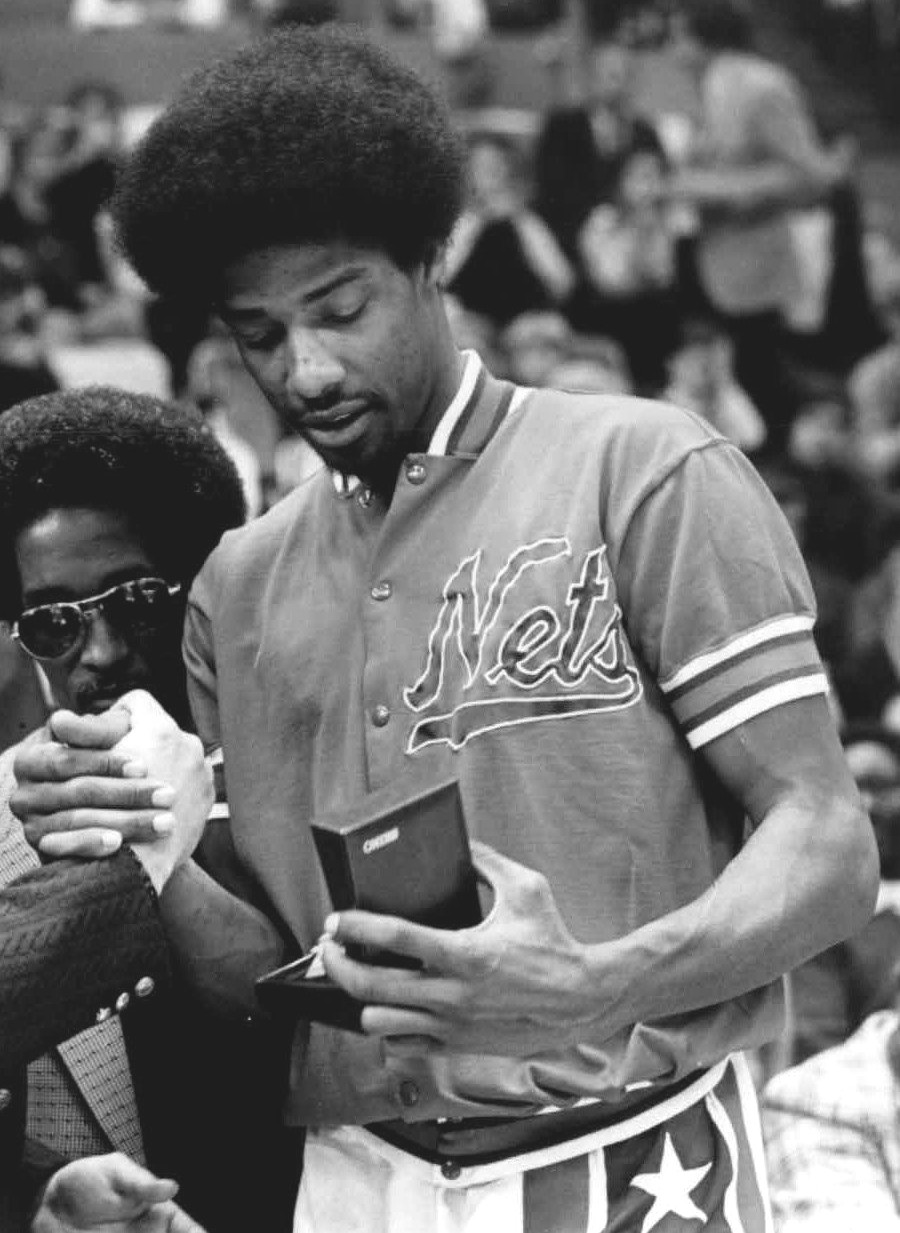
1. 32 Julius Erving, New York Nets.

| N° | Naz.                   | Ruolo | Sportivo         |  | Alt. |  |
| -- | ---------------------- | ----- | ---------------- |  | ---- |  |
| 4  | Stati Uniti (bandiera) | G     | Wendell Ladner   |  | 196  |  |
| 5  | Stati Uniti (bandiera) | C     | Billy Paultz     |  | 212  |  |
| 12 | Stati Uniti (bandiera) | G     | Mike Gale        |  | 193  |  |
| 14 | Stati Uniti (bandiera) | G     | Brian Taylor     |  | 188  |  |
| 15 | Stati Uniti (bandiera) | AP    | Billy Schaeffer  |  | 196  |  |
| 23 | Stati Uniti (bandiera) | G     | John Williamson  |  | 188  |  |
| 25 | Stati Uniti (bandiera) | P     | Bill Melchionni  |  | 185  |  |
| 32 | Stati Uniti (bandiera) | AP    | Julius Erving    |  | 201  |  |
| 35 | Stati Uniti (bandiera) | AG    | Larry Kenon      |  | 206  |  |
| 40 | Stati Uniti (bandiera) | C     | Willie Sojourner |  | 203  |  |
| 44 | Stati Uniti (bandiera) | AP    | Jim O'Brien      |  | 201  |  |
|    | Stati Uniti (bandiera) | All.  | Kevin Loughery   |  |      |  |

## Statistiche
Aggiornate al 29 gennaio 2022.
| Categoria    | Giocatore     | Squadra           | Media | PG |
| ------------ | ------------- | ----------------- | ----- | -- |
| Punti        | Julius Erving | N.Y. Nets         | 27,9  | 14 |
| Rimbalzi     | Artis Gilmore | Kentucky Colonels | 18,6  | 8  |
| Assist       | Ron Boone     | Utah Stars        | 6,1   | 18 |
| Palle Rubate | Mike Barr     | Virginia Squires  | 2,4   | 5  |
| Stoppate     | Artis Gilmore | Kentucky Colonels | 3,8   | 8  |